# BloodRayne
BloodRayne — компьютерная игра в жанрах экшен и хак-н-слэш от третьего лица, разработанная компанией Terminal Reality и изданная компанией Majesco Entertainment 15 октября 2002 года.
Сюжет посвящён полувампирше, сражающейся с нацистами нацистской Германии и нацистско-оккультными организациями, стремящимися приобрести мировое господство. У игры имеется продолжение — BloodRayne 2. По мотивам игры был снят художественный фильм «Бладрейн». Позже были также сняты фильмы «Бладрейн 2» и «Бладрейн 3».

## Сюжет
Сюжет игры развивается в 1930-х годах. Молодая дампир (наполовину человек, наполовину вампир) Рейн, работающая на таинственную организацию общество «Бримстоун» (англ. Brimstone Society), отправляется на первые задания. События разворачиваются в трёх частях: «Морттон, Луизиана», «Аргентина» и «Нацистская Германия».
Сначала героиня вместе с её наставницей Минс (Mynce), дампиром из «Бримстоуна», попадает в город Морттон, штат Луизиана. Их визит связан с новостями о некой инфекции, охватившей местную деревню, в чём девушки впоследствии убеждаются, сталкиваясь с живыми мертвецами и мутантами — бывшими местными жителями и необычными паукообразными насекомыми, которых жители прозвали «маресреками». В ходе сражения Минс погибает, и Рейн в одиночку приходится одолевать огромную Королеву подземного царства, изрыгающую маресреков. После этого героиня замечает в разрезанной туше насекомого некое «лишнее ребро». Из любопытства она его вытаскивает, и без воли девушки оно в неё вживляется, Рейн падает без сознания. Позже сквозь сонное состояние дампир видит стоящего над собой офицера немецкой армии, который при помощи какой-то магии вытаскивает из Рейн это ребро и уходит прочь.
Далее действия переносятся в Аргентину, на огромную секретную базу нацистской Германии. Рейн получает от «Бримстоуна» задание разведать, что ищет специально созданный «Гегенгайст Группе» (GGG, Gegengeist Gruppe в переводе с нем. — «Отдел по борьбе с призраками»), во главе которого стоит Юрген Вульф (Jurgen Wulf) — человек, которого она видела в Луизиане. Рейн получает список целей — офицеров СС и узнаёт, что ГГГ ищет в подземельях следы древней цивилизации Атлантиды и части тела величайшего воина-арийца Белиара. Она получает приказ раздобыть череп Белиара и уничтожать офицеров.
В итоге,  Рейн прорывается в странные подземелья, в сердце которых она находит череп Белиара, который оказывается просто хрустальной фигурой. Настоящим артефактом оказывается глаз, который вживляется в голову Рейн точно так же, как вживлялось ребро (глаз позволяет сфокусировать зрение). От одного из нацистов по прозвищу Молотила (англ. Mauler) Рейн узнаёт, что Белиар был вовсе не воином-арийцем, а первоначальным дьяволом. Падший ангел Мефистофель узурпировал власть Белиара, но, не сумев уничтожить врага, разорвал его тело на несколько кусков и разбросал по всему свету. Если Белиар возродится в Юргене Вульфе, то мир повергнется в хаос. В последний момент Рейн проникает на последнюю подлодку и направляется в Германию, куда отправился Вульф в поисках последнего и самого сильного артефакта — сердца Белиара.
Там она пробирается в полуразрушенный готический замок Гауштадт, где части СС и ГГГ ведут тяжёлые бои с древними вампирами. Рейн получает официальный приказ остановить Вульфа и предотвратить воскрешение Белиара. Затем она сталкивается с предводителем одного из вампирских кланов Хедроксом (Hedrox), который жаждет узнать, что же ищет немецкая армия. Хедрокс оказывается врагом и для нацистов, и для Рейн. Кроме того, героиня нежданно встречает ожившую Минс, которая оказывается одним из офицеров СС. Рейн убивает бывшую напарницу, но после сражения с близнецами-офицерами Кригерами из образовавшейся в потолке дыры кто-то скидывает ей лестницу. Минс, вновь ожившая, доказывает Рейн, что после задания в Луизиане она действовала как двойной агент. Вместе девушки собираются уничтожить Вульфа, но тут внезапно появляется он сам и вырывает Минс сердце, окончательно убивая дампира.
Хедрокс получает сердце Белиара, и демон берёт над вампиром верх. Желая забрать у Рейн и Вульфа свои остальные части тела, Белиар их атакует. Он постепенно увеличивается в размерах, поэтому Рейн приходится действовать быстро, чтобы победить беса. Если он вырастет до потолка церкви, то раздавит и Вульфа, и Рейн. Чёрт может уничтожить Юргена раньше Рейн, и тогда героине нужно будет просто добить Белиара. Если же первым погибнет Белиар, Рейн придётся справляться с Вульфом самой.
На этом игра заканчивается роликом: сердце Белиара каменеет, героиня протягивает руку, чтобы взять его, но в последний момент отдёргивает её и пинает артефакт вниз; далее Рейн медленно идёт к выходу из церкви.

## Рецензии
| Сводный рейтинг       | Сводный рейтинг | Сводный рейтинг | Сводный рейтинг | Сводный рейтинг | Сводный рейтинг |
| Издание               | Оценка          | Оценка          | Оценка          | Оценка          | Оценка          |
| Издание               | Общая           | GC              | PC              | PS2             | Xbox            |
| --------------------- | --------------- | --------------- | --------------- | --------------- | --------------- |
| GameRankings          |                 | 67,93 %         | 66,00 %         | 68,91 %         | 73,44 %         |
| Metacritic            |                 | 73/100          | 65/100          | 75/100          | 76/100          |
| Иноязычные издания    |                 |                 |                 |                 |                 |
| Издание               | Оценка          | Оценка          | Оценка          | Оценка          | Оценка          |
| Издание               | Общая           | GC              | PC              | PS2             | Xbox            |
| Eurogamer             | 6/10            |                 |                 |                 |                 |
| GameSpot              |                 | 7,2/10          | 5,6/10          | 7,2/10          | 7,2/10          |
| GameSpy               |                 |                 | [ 16 ]          | [ 17 ]          | [ 18 ]          |
| IGN                   |                 | 7,8/10          | 7,3/10          | 7,5/10          | 7,8/10          |
| WorthPlaying          |                 |                 | 7,0/10          |                 | 7,4/10          |
| ZTGD                  |                 |                 |                 |                 | 7,5/10          |
| Gaming Target         |                 |                 |                 |                 | 8,8/10          |
| Русскоязычные издания |                 |                 |                 |                 |                 |
| Издание               | Оценка          | Оценка          | Оценка          | Оценка          | Оценка          |
| Издание               | Общая           | GC              | PC              | PS2             | Xbox            |
| Absolute Games        |                 |                 | 70 %            |                 |                 |
| «Игромания»           |                 |                 | 80 %            |                 |                 |

BloodRayne в целом получила средние и положительные отзывы от критиков. По данным агрегатора Metacritic, ПК-версия имеет рейтинг 65 % на основе 15 обзоров, а версии для Xbox, PS2 и GameCube — больше 70 % на основе 55 обзоров. Агрегатор GameRankings для ПК-версии игры вывел среднее значение 66 % на основе 19 обзоров, а консольные версии игры получили больше 70 % и 60 % на основе 93 обзоров.